# Vostok 6
Vostok 6 (Russisch: Восток-6) was de zesde en laatste bemande ruimtevlucht in het kader van het Russische Vostokprogramma. Vostok 6 werd gelanceerd met aan boord Valentina Teresjkova, die daarmee de eerste vrouw in de ruimte werd. Twee dagen eerder was Vostok 5 gelanceerd met kosmonaut Valeri Bykovski.

## Missieverslag
De dubbele missie van Vostok 5 en Vostok 6 was in feite een herhaling van de eerdere dubbele vlucht van Vostok 3 en Vostok 4. Maar deze keer vloog de eerste vrouw in de ruimte in Vostok 6 en werd met Vostok 5 het duurrecord voor ruimtevluchten verbeterd.

### Lancering
Vostok 6 werd gelanceerd toen Vostok 5 in zijn omloopbaan de lanceerbasis in Kazachstan naderde. Direct na de vlekkeloze lancering zag Teresjkova door de patrijspoort van haar ruimtevaartuig de tweede trap van de draagraket tuimelen. Kort daarna naderden Vostok 5 en Vostok 6 elkaar tot op minder dan 5 km. Er werd onderling radiocontact gelegd waarbij Teresjkova en Bykovski het gebruik van hun codenamen over het hoofd zagen.

### Verloop van de vlucht
Het vluchtplan voor Vostok 6 bevatte alleen taken voor de eerste dag in de ruimte. De vlucht liep echter dermate voorspoedig dat al snel een tweede en derde vluchtdag toegevoegd werden. Teresjkova maakte foto's van de aardse horizon en diverse steden en andere delen van de aarde.
Een bio-medisch experiment werd niet uitgevoerd omdat ze niet bij de benodigde apparatuur kon komen.
Op de tweede dag rapporteerde ze een stekende pijn in haar rechter scheenbeen die bijna ondragelijk werd op de derde dag.
Eenmaal moest Teresjkova overgeven na het nuttigen van een maaltijd, vermoedelijk vanwege ruimteziekte, maar Teresjkova zei later zelf dat het gelegen had aan de kwaliteit van het voedsel. Die zou niet best zijn geweest, ze had met name klachten over het brood dat veel te droog zou zijn geweest.
Tijdens de omlopen 35 en 42 testte ze het standregelingssysteem op verzoek van chef-ontwerper Sergej Koroljov.
Gedurende een aantal omlopen kon de vluchtleiding geen enkel contact leggen met Teresjkova. Later bleek dat ze in die tijd had geslapen omdat ze zich uitgeput voelde.

### Landing
Teresjkova bracht Vostok 6 handmatig in de juiste positie voor het ontsteken van de remraket. Door een fout in de instructies van de vluchtleiding begon de afdaling door de atmosfeer op een verkeerd moment waardoor Vostok 6 honderden kilometers van de geplande landingsplaats terechtkwam. Tijdens de hele fase van oriënteren, ontsteken van de remraket en de afdaling ontving de grond geen voortgangsrapporten van Teresjkova. Als oorzaak is aangegeven dat er problemen waren met de radio-apparatuur van het ruimtevaartuig.
Uiteindelijk landde de Vostok 6 twee en een half uur vóór de Vostok 5. Vlak voor het einde van de vlucht werd Teresjkova, geheel volgens plan, met een schietstoel uit de daalcabine geschoten en landde ze per parachute veilig op aarde, midden op de collectieve boerderij Pavinskij. Een grote groep mensen zag haar landen en haalde haar juichend binnen.
De daalcabine kwam slechts 400 meter verderop terecht en na ruim een uur arriveerden de eerste bergingsploegen. Daarmee was de laatste missie uit het Vostokprogramma tot een succesvol einde gekomen.
De daalcabine van Vostok 6 is tegenwoordig tentoongesteld in het RKK Energia Museum in Korolev, nabij Moskou in Rusland.